# Luciano Granzotto Basso
Luciano Granzotto Basso (Feltre, 8 dicembre 1884 – Roma, 25 luglio 1967) è stato un politico italiano.

## Biografia
Militò sessant'anni nel partito Socialista ricevendo la sua prima tessera nel 1908. A fianco del grande genitore adottivo, l'on. Luigi Basso, iniziò ben presto in maniera molto attiva la carriera politica.

Scoppiata la prima guerra mondiale fu volontario di fanteria ottenendo una decorazione al valore.

Finito il conflitto riprese l'attività politica e una volta affermatosi a Feltre il socialismo, Luciano Granzotto Basso divenne assessore comunale dal 1920 al 1922, nonché Presidente della locale Congregazione di Carità.

### Nella Resistenza
Nel 1926, con l'avvento del fascismo sull'Italia, venne mandato all'ospedale dalle Camicie nere.

L'8 settembre 1943 inizia il movimento insurrezionale clandestino e Basso ne è tra i promotori. Nella notte del 19 giugno 1944, le SS seminano la morte a Feltre; egli sfugge al massacro e ripara a Venezia. Rientrato a Feltre è arrestato per delazione di traditori e subisce il carcere tedesco. Nel 1945 arriva la liberazione che lo vedrà Presidente del C.L.N. e quindi Presidente della Commissione di Giustizia.

### Dopoguerra
Ricostituitesi le istituzioni democratiche, è nominato nel 1945, Deputato Provinciale, carica che ricoprirà sino al 1960.

Le sue attività nel campo politico e amministrativo si moltiplicano, è nominato Presidente del Patronato Scolastico e poi dell'Automobile Club di Belluno.

Nel 1948 è candidato per l'elezione alla Camera dei deputati e nel 1953 è eletto Senatore della Repubblica. Rieletto nel 1958, viene confermato anche nelle elezioni del 1963, fino alla morte il 25 luglio 1967.
Alla sua morte, al Senato venne sostituito dal Walter Garavelli.
La sua attività come Senatore è molteplice:
- eletto Segretario alla Presidenza del Senato,
- membro della Commissione Agricoltura e Foreste
- membro della Commissione per le elezioni al Senato

FU eletto dal Senato membro del Parlamento Europeo dove fu membro della Commissione per il Mercato Interno della Comunità Europea, primo Vice Presidente della Commissione per i Regolamenti e Affari Giuridici della Comunità Europea e membro del Consiglio Direttivo Parlamentare del Movimento Europeo
Seppur impegnato a Roma e Strasburgo, non dimentica la sua Feltre ove ricopre numerose cariche:Consigliere Comunale, Presidente di Italia Nostra, presidente del Patronato Scolastico, Presidente della Filarmonica, Presidente della Sezione feltrina del CAI, Presidente dell'Istituto Tecnico Commerciale Colotti
Per i suoi meriti nel settore viene insignito dal Capo dello Stato di medaglia d'oro per la Scuola Cultura ed Arte.